# Eucharis dobrogica
Eucharis dobrogica är en stekelart som beskrevs av Andriescu 1968. Eucharis dobrogica ingår i släktet Eucharis och familjen Eucharitidae. Inga underarter finns listade i Catalogue of Life.